# Coporaque (distrito)

Localização do Distrito de Coropaque

O distrito peruano de Coporaque é um dos oito distritos da Província de Espinar, situa-se na Região de Cusco, Peru.

## História
Durante os séculos XVIII e XIX Coporaque teve uma importância política e econômica por ser o mais importante posto a sudeste de Cusco. Diz-se que seu cacique, Eugenio Zinanyuca, olhou com desdém com a revolta de Tupac Amaru mantendo fidelidade à Coroa espanhola. No período republicano Coporaque foi capital da Província de Kana (Lei de 13 de agosto de 1834) antes disso a província de Kana fazia parte da ‘’Provincia de Tinta’’. Em 1833, a província de Tinta foi dividida em duas províncias: Kanas e Canchis. Em 1863, Coporaque deixou de ser a capital da Província de Kanas e a cidade de Yanaoca foi designada como a nova capital.
Em 1917, passou a ser um distrito da província de Espinar. Atualmente Coporaque possui 26 comunidades camponesas e 4 centros populacionais.

## Transporte
O distrito de Coporaque é servido pela seguinte rodovia:
- CU-131, que liga o distrito de Espinar  à cidade de Suyckutambo
- PE-3SW, que liga o distrito de Velille (Região de Cusco) à cidade
- PE-3SG, que liga o distrito de Challhuahuacho (Região de Apurímac)  à cidade de Ayaviri (Região de Puno) [3][4][5]